# John Bettis
John Bettis (Long Beach, 24 de outubro de 1946) é um letrista americano que foi coautor de muitas canções famosas ao longo dos anos. Ele foi originalmente membro da banda Spectrum, que também contava com Richard e Karen Carpenter. Ele também compôs as letras de vários sucessos dos Carpenters' ("Top of the World", "Only Yesterday", "Goodbye to Love") e posteriormente de outros artistas, tais como Madonna ("Crazy for You"), Michael Jackson ("Human Nature"), The Pointer Sisters ("Slow Hand") Diana Ross ("When You Tell Me That You Love Me"), Jennifer Warnes ("Nights Are Forever") e Peabo Bryson ("Can You Stop the Rain"). Bettis também coescreveu "One Moment in Time", o hino dos Jogos Olímpicos de Verão de 1988, cantado por Whitney Houston e a canção-tema da sitcom da década de 1980 Growing Pains, "As Long As We Got Each Other."
Ele nasceu em Long Beach, Califórnia, sendo filho de Wayne Douglas and Nellie Jane (House) Bettis e frequentou a Universidade do Estado da Califórnia.
John Bettis recebeu indicações ao Óscar e ao Golden Globe Awards por "Promise Me You'll Remember", como Melhor Canção Original por seu trabalho em The Godfather: Part III. Outras indicações incluem o Grammy ("Can You Stop The Rain" - Melhor Canção de R&B); "One Moment In Time" - Melhor Canção, Filme e TV (Tema das Olimpíadas de 1988). John recebeu dois Emmy Awards: "Where There is Hope" e "One Moment In Time", além de indicações por "Swept Away" - Melhor Música e Letra e "As Long As We Got Each Other" - Melhor Música e Letra. Ele também foi indicado pela Associação de Compositores de Nashville em duas categorias.
Ele também trabalha na área teatral, tendo criado as letras para os musicais Lunch (1994), Svengali (1992), The Last Session (Premiado pela associação de críticos de Los Angeles em 1998), Say Goodnight (1999); Heartland (2000) e mais recentemente Josephine Baker (2003).
Até 2008, Bettis possuía o crédito por 800 canções na base de dados da ASCAP (a Sociedade Americana de Compositores, Autores e Publicadores).